# Miss World 2023
Miss World 2023 – 71. wybory Miss World. Gala finałowa odbyła się 9 marca 2024 w Jio World Convention Centre w Mumbaju. Miss World została Miss Czech Republic Krystyna Pyszková, której koronę przekazała Karolina Bielawska. 
Kandydatką z Polski była Miss Polonia 2022 Krystyna Sokołowska, która nie zakwalifikowała się do finałowej czterdziestki.

## Rezultaty
| Tytuł           | Laureatka |
| --------------- | --- |
| Miss World 2023 | Czechy - Krystyna Pyszková |
| Wicemiss        | Liban – Yasmina Zaytoun |
| Top 4           | Botswana – Lesego Chombo · Trynidad i Tobago - Aché Abrahams |
| Top 8           | Brazylia – Leticía Frota · Anglia – Jessica Gagen · Indie – Sini Shetty · Uganda – Hannah Tumukunde |
| Top 12          | Australia – Kristen Wright · Dominikana – Maria Victoria Bayo · Mauritius – Liza Gundowry · Hiszpania – Paula Pérez |
| Top 40          | Belgia – Kedist Deltour · Belize – Elise-Gayonne Vernon · Kamerun – Julia Samantha Edima · Kanada – Jaime Vandenberg · Chorwacja – Lucija Begić · Francja - Clémence Botino · Gibraltar – Faith Torres · Indonezja – Audrey Vanessa Susilo · Włochy – Rebecca Arnone · Kenia – Chantou Kwamboka · Madagaskar – Antsaly Rajoelina · Malezja – Wenanita Angang · Martynika – Axelle René · Nepal – Priyanka Rani Joshi · Nowa Zelandia – Navjot Kaur · Nigeria – Ada Eme · Peru – Lucía Arellano · Portoryko – Elena Rivera · Somalia – Bahja Mohamoud · Południowa Afryka – Claude Mashego · Sudan Południowy – Arek Abraham Albino · Tanzania – Halima Kopwe · Tunezja – Imen Mehrzi · Turcja – Nursena Say · Ukraina – Sofia Shamia · Wietnam – Huỳnh Nguyễn Mai Phương · Walia – Darcey Corria · Zimbabwe – Nokutenda Marumbwa |